# Philodromus floridensis
Philodromus floridensis es una especie de araña cangrejo del género Philodromus, familia Philodromidae. Fue descrita científicamente por Banks en 1904.

## Distribución
Esta especie se encuentra en los Estados Unidos.